# 傑布里
50°1′34″N 23°25′25″E / 50.02611°N 23.42361°E
傑布里（烏克蘭語：Дебрі），是烏克蘭的村落，位於該國西部利沃夫州，由亞沃里夫區負責管轄，始建於1945年，面積0.33平方公里，海拔高度258米，2001年人口331，人口密度每平方公里991.02人。